# Solaro (Włochy)
Solaro – miejscowość i gmina we Włoszech, w regionie Lombardia, w prowincji Mediolan.
Według danych na rok 2004 gminę zamieszkiwało 12 029 osób, 2004,8 os./km².